# Orden der akademischen Palmen (Niger)
Der Orden der akademischen Palmen (französisch Ordre des palmes académiques) ist eine staatliche Auszeichnung Nigers im Bereich der Bildung.

## Zweck, Geschichte und Verleihungspraxis
Mit dem Orden sollen Personen ausgezeichnet werden, die sich im Bildungswesen durch außerordentliche Dienste oder besondere Hingabe hervorgetan haben.
Der Orden der akademischen Palmen wurde am 15. März 1969 gegründet. Seine Verwaltung obliegt dem Großkanzler der Nationalorden.
Für die Empfänger der Auszeichnung gilt ein Mindestalter von 35 Jahren. Die Verleihungen finden in der Regel am Nationalfeiertag am 3. August und am Tag der Republik am 18. Dezember durch den Staatspräsidenten in seiner Eigenschaft als Großmeister der Nationalorden statt.

## Ordensstufen
Der Orden der akademischen Palmen wird in drei Ordensstufen vergeben, hier in absteigender Reihenfolge:
- Kommandeur (Commandeur)
- Offizier (Officier)
- Ritter (Chevalier)[1]

Für die einzelnen Stufen sind jährliche Kontingente festgelegt: bei der Anzahl der Offiziere nicht mehr als 40 % der Anzahl der Ritter und bei der Anzahl der Kommandeure nicht mehr als 20 % der Anzahl der Offiziere.

## Gestaltung und Trageweise

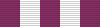
Bandschnalle des Ordens

Die Auszeichnung besteht aus einer Medaille am Band, einer Anstecknadel, einer Bandschnalle und einer Urkunde, die vom Großkanzler unterzeichnet und vom zuständigen Minister gegengezeichnet wurde.
Auf der Vorderseite der Medaille sind auf violettem Emaille ein Kreuz von Agadez und zwei Palmzweige, die sich unterhalb des Kreuzes kreuzen, angebracht. Kreuz und Palmzweige bestehen aus rhodiniertem Silber. Auf der glatten Rückseite steht die Aufschrift Ordre des Palmes Académiques, République du Niger.
Die Orden der Stufen Ritter und Offizier werden auf der linken Seite in Brusthöhe und jene der Stufe Kommandeur um den Hals getragen.

## Bekannte Träger (Auswahl)

### Kommandeur
- Moumouni Boureima (* 1952), General, Politiker und Diplomat
- Boubou Hama (1906–1982), Politiker und Intellektueller
- Marcel Inné (1934–2001), Lehrer und Politiker
- Moussa Moumouni Djermakoye (1944–2017), Offizier und Politiker

### Offizier
- Hadjia Délou (1938–2020), Schauspielerin und Regisseurin
- Ekmeleddin İhsanoğlu (* 1943), Wissenschaftshistoriker und Politiker
- Issoufou Lankondé (1954–2014), Bildhauer
- Abdou Moumouni (1929–1991), Physiker

### Ritter
- Amadou Madougou (* 1941), Politiker
- Aïssata Moumouni (1939–2021), Pädagogin und Politikerin
- Oumarou Neïno (1943–2010), Schauspieler

### Ausprägung unbekannt
- Hima Adamou (1936–2017), Journalist, Schauspieler und Dramatiker
- Yazi Dogo (* 1942), Schauspieler, Dramatiker und Theaterleiter
- Boubé Gado (1944–2015), Historiker und Politiker
- Mahamadou Halilou Sabbo (1937–2006), Politiker und Schriftsteller
- Mamar Kassey, Weltmusik-Gruppe